# La Croisille-sur-Briance
La Croisille-sur-Briance é uma comuna francesa na região administrativa da Nova Aquitânia, no departamento de Alto Vienne. Estende-se por uma área de 43,61 km². Em 2010 a comuna tinha 642 habitantes (densidade: 14,7 hab./km²).